# Diversinervus masakaensis
Diversinervus masakaensis är en stekelart som beskrevs av Compere 1940. Diversinervus masakaensis ingår i släktet Diversinervus och familjen sköldlussteklar.
Artens utbredningsområde är Uganda. Inga underarter finns listade i Catalogue of Life.